# Палерми, Амлето
Амле́то Пале́рми (итал. Amleto Palermi; 11 июля 1889, Рим, Лацио, Италия — 20 апреля 1941, там же) — итальянский режиссёр театра и кино, сценарист, актёр и монтажёр. Отец актёра Филиппо Палерми.

## Биография
Занимался журналистикой и литературой, в частности, писал комедии на сицилийском диалекте. Как кинорежиссер дебютировал в 1914 году («Та, которая всё терпит»). С приходом звука в кино привлёк к работе многих театральных актёров (Эмма Граматика; «Старая госпожа») и других. Предпочитал снимать мелодрамы, часто обращался к итальянской литературной классике.